# Карачуны (Минская область)
Карачуны́ (бел. Карачуны́) — деревня в составе Боровского сельсовета Дзержинского района Минской области Беларуси. Деревня расположена в 6 километрах от Дзержинска, 44 километрах от Минска и 8 километрах от железнодорожной станции Койданово.

## История
Известна в Великом княжестве Литовском со 2-й половины XVI века. В 1588 году упоминается как село Карачунь в составе Койдановского графства Минского повета Минского воеводства Великого княжества Литовского. В то время в Карачунах насчитывались 33 дыма, 36 волок земли. После второго раздела Речи Посполитой (1793 год) в составе Российской империи. В 1858 году проживал 61 житель мужского пола, находилась в составе имения Грицковщина, владение помещика М. Костровицкого.
Во 2-й половине XIX—начале XX века деревня в Койдановской волости Минского уезда Минской губернии. В 1889 году открыта школа грамоты (в 1890 году — 15 учеников), которая в 1912 году была преобразована в одноклассное народное училище. В 1897 году, по данным первой всероссийской переписи в Карачунах — 40 дворов, 283 жителя. В 1917 году насчитывалось 50 дворов, проживали 357 жителей. С 9 марта 1918 года в составе провозглашённой Белорусской Народной Республики, однако фактически находилась под контролем германской военной администрации. С 1 января 1919 года в составе Советской Социалистической Республики Белоруссия, а с 27 февраля того же года в составе Литовско-Белорусской ССР, летом 1919 года деревня была занята польскими войсками, после подписания рижского мира — в составе Белорусской ССР. 
С 20 августа 1924 года в составе Боровского сельсовета (который с 23 марта 1932 года по 14 мая 1936 года являлся национальным польским сельсоветом) Койдановского района (с 29 июня 1932 года — Дзержинского) Минского округа, с 20 февраля 1938 года — в составе Минской области, с 31 июля 1937 года по 4 февраля 1939 года в составе Минского района. Действовала начальная школа, которая располагалась в съёмном помещении (в 1925 году — 50 учащихся). В 1926 году, по данным первой всесоюзной переписи, в деревне насчитывались 60 двора, проживали 336 жителей. Во время коллективизации организован колхоз «Красная Звезда». 
Во время Великой Отечественной войны с 28 июня 1941 года по 6 июля 1944 года Карачуны были оккупированы немецко-фашистскими захватчиками, на фронте погибли 11 сельчан. В 1960 году проживали 244 жителя. В 1991 году — 50 хозяйств, 99 жителей. По состоянию на 2009 год, деревня — в составе ОАО «Дзержинскрайагросервис».
В 2008 году на теретории деревни появилась местная достопримечательность "Зеленые ворота". Но в 2016 году достопримечательность пропала поскольку владелец Виктор Евгениевич на теретории которого были эти ворота перекрасил их в синий цвет 

## Население
| Численность населения (по годам) | Численность населения (по годам) | Численность населения (по годам) | Численность населения (по годам) | Численность населения (по годам) | Численность населения (по годам) | Численность населения (по годам) | Численность населения (по годам) |
| 1858                             | 1897                             | 1909                             | 1917                             | 1926                             | 1960                             | 1991                             | 1999                             |
| -------------------------------- | -------------------------------- | -------------------------------- | -------------------------------- | -------------------------------- | -------------------------------- | -------------------------------- | -------------------------------- |
| 61                               | ↗283                             | ↗505                             | ↘357                             | ↘336                             | ↘244                             | ↘99                              | ↘46                              |
| 2004                             | 2009                             | 2017                             | 2018                             | 2020                             | 2022                             |                                  |                                  |
| ↘41                              | ↘26                              | ↗29                              | ↗34                              | ↘26                              | ↗33                              |                                  |                                  |